# Platygaster ponderosae
Platygaster ponderosae är en stekelart som beskrevs av Macgown 1979. Platygaster ponderosae ingår i släktet Platygaster och familjen gallmyggesteklar. Inga underarter finns listade i Catalogue of Life.